# Joseph Keter
Joseph Keter (Lessos, 13 giugno 1969) è un ex siepista keniota, campione olimpico ad Atlanta 1996.

## Palmarès
| Anno | Manifestazione      | Sede    | Evento       | Risultato | Prestazione | Note |
| ---- | ------------------- | ------- | ------------ | --------- | ----------- | ---- |
| 1993 | Campionati africani | Durban  | 3000 m siepi | Oro       | 8'22"34     |      |
| 1996 | Giochi olimpici     | Atlanta | 3000 m siepi | Oro       | 8'07"12     |      |

## Campionati nazionali
1993
- 14º ai campionati kenioti di corsa campestre

1996
- Bronzo ai campionati kenioti, 3000 m siepi - 8'14"84

1997
- 6º ai campionati kenioti, 3000 m siepi - 8'22"60

1998
- Argento ai campionati kenioti, 3000 m siepi - 8'24"54

## Altre competizioni internazionali
1993
- 5º ai Bislett Games ( Oslo), 3000 m siepi - 8'22"48
- 13º alla Corrida de l'Est Républicain ( Heillecourt), 8,98 km

1994
- 7º all'Herculis ( Monaco), 3000 m siepi - 8'15"86

1995
- 10º alla Grand Prix Final ( Monaco), 3000 m siepi - 8'23"53
- Bronzo ai Giochi mondiali militari ( Roma), 3000 m siepi - 8'22"55
- 4º all'Herculis ( Monaco), 3000 m siepi - 8'09"59
- 4º ai Bislett Games ( Oslo), 3000 m siepi - 8'19"43

1996
- Oro all'Herculis ( Monaco), 3000 m siepi - 8'05"99
- Argento al Bauhaus-Galan ( Stoccolma), 3000 m siepi - 8'08"21
- Oro al Memorial Van Damme ( Bruxelles), 3000 m siepi - 8'10"02
- Oro all'Athletissima ( Losanna), 3000 m siepi - 8'14"17

1997
- Oro alla Grand Prix Final ( Fukuoka), 3000 m siepi - 8'21"75
- 7º al Bauhaus-Galan ( Stoccolma), 3000 m siepi - 8'11"08
- 8º al Memorial Van Damme ( Bruxelles), 3000 m siepi - 8'12"63
- 7º all'Athletissima ( Losanna), 3000 m siepi - 8'23"90
- 20º al Chiba International Crosscountry ( Chiba) - 37'51"

1999
- 10º ai Bislett Games ( Oslo), 3000 m siepi - 8'26"82
- 9º al Bauhaus-Galan ( Stoccolma), 3000 m siepi - 8'35"01
- Bronzo alla Stramazzarino ( Mazzarino), 7 km - 21'24"

2007
- Oro alla Mezza maratona di Heilbronn ( Heilbronn) - 1h11'08"